# 苗胙土
苗胙土（1589年—1646年），字叔康，號晉侯，山西澤州人，明末清初政治人物，天啟壬戌進士，官至鄖陽撫治。明亡仕清，再任南贛巡撫。

## 生平
萬曆四十六年（1618年）戊午科山西鄉試第二十七名舉人，天啟二年（1622年）中式壬戌科會試第二百九十七名，二甲第五十八名進士。刑部觀政，授戶部福建司主事，管下糧所，六年（1626年）升戶部山東司郎中，管新餉，七年（1627年）加山東參議銜。崇禎元年（1628年）改陝西參議、守陝西關南道，二年（1629年）丁憂。五年（1632年）起復湖廣參議，六年（1633年）升任鄖襄兵備副使，九年（1636年）任都察院僉都御史、撫治鄖陽。明亡後歸順清朝，授都察院右僉都御史、南贛巡撫。

## 家族
曾祖苗時雍，縣丞；祖父苗𤇍，封主事；父苗煥，進士、保寧府知府。